# Parafia Archikatedralna Imienia Najświętszej Maryi Panny w Mińsku
Parafia Archikatedralna Imienia Najświętszej Maryi Panny w Mińsku (biał. Парафія Імя Найсвяцейшай Панны Марыі y Мінску) – parafia rzymskokatolicka w Mińsku. Jest siedzibą dekanatu Mińsk-Zachód archidiecezji mińsko-mohylewskiej. Została utworzona w 1773 roku.

## Historia
Kościół Imienia Najświętszej Maryi Panny został wzniesiony przez Jezuitów w latach 1700-1710. Przy kościele znajdowało się Kolegium. W 1773 roku bulla papieska skasowała zakon jezuitów. Kościół otrzymał rangę parafialnego.
29 lipca 1798 roku nuncjusz Wawrzyniec Litta dekretem In omnes agri Dominici partes erygował diecezję mińską. Kościół pojezuicki został wyznaczony na katedrę pod wezwaniem Imienia Marii i na nowo uposażony przez cara Pawła I ukazem z 28 kwietnia 1798 roku.
W 1869 w wyniku likwidacji biskupstwa w Mińsku, świątynię zdegradowano do siedziby parafii.
Pod koniec XIX w. parafia liczyła do 8000 parafian, nie licząc około 5000 wiernych, którzy korzystali z kościołów filialnych w Annopolu, Wołkowiczach, na cmentarzu Kalwaryjskim w Mińsku, a także z kaplic w Horodyszczach, Siennicy, Piotrowszczyźnie, Szabuniach (rejon puchowicki), Przyłukach oraz z dwóch kaplic Towarzystwa Dobroczynności w Mińsku.

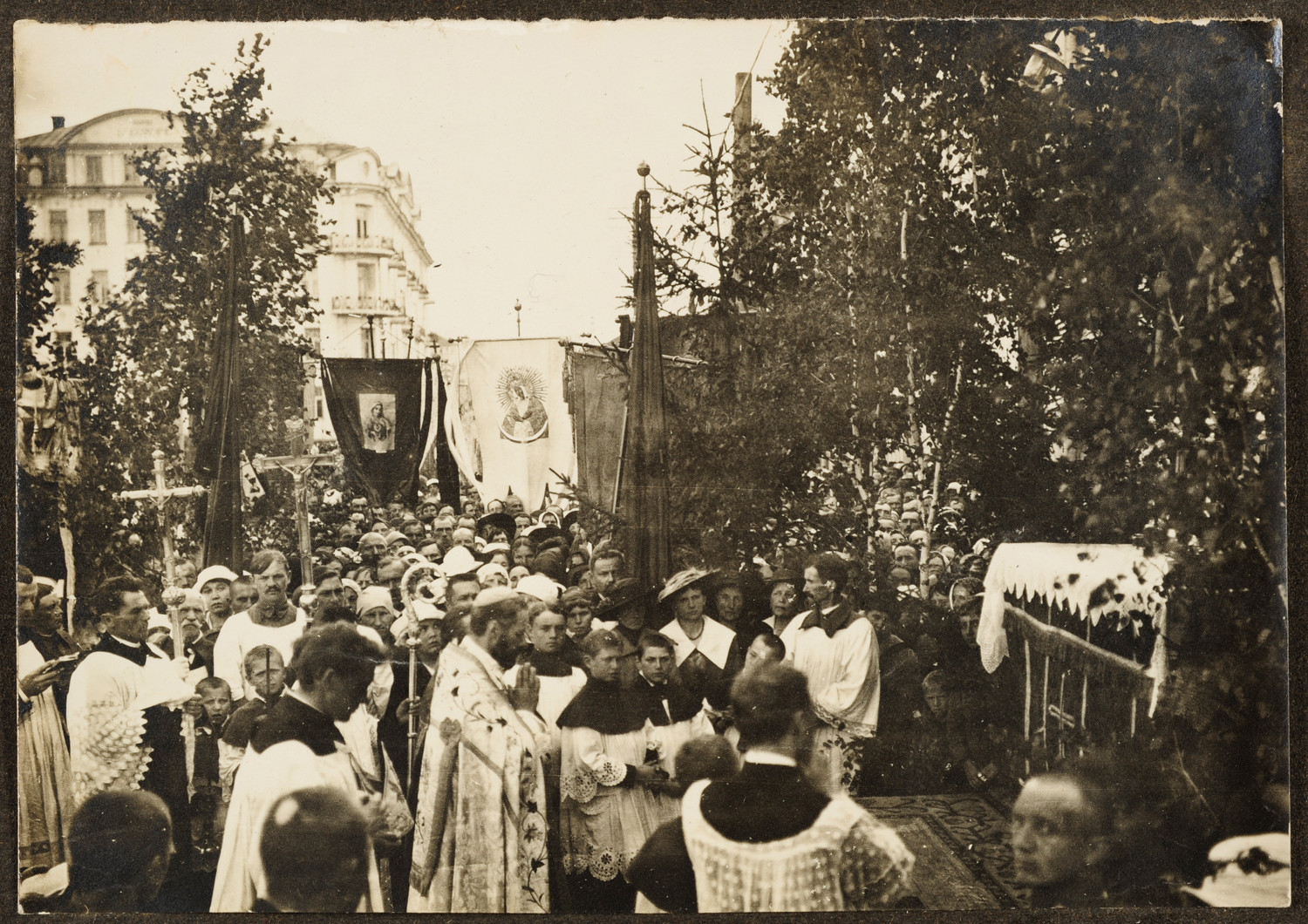
Biskup Zygmunt Łoziński odprawia na Placu Katedralnym Mszę świętą dziękczynną z okazji wyzwolenia miasta przez wojsko polskie 8 sierpnia 1919 roku

W kwietniu 1905 roku proboszczem parafii został ks. Zygmunt Łoziński, późniejszy biskup miński i piński. W listopadzie 1917 roku, gdy diecezja mińska została reaktywowana, kościołowi pojezuickiemu przywrócono rangę katedry. W 1920 roku władze sowieckie aresztowały i uwięziły biskupa Zygmunta Łozińskiego, a w 1934 roku zamknęły katedrę. Do czasu ataku Niemiec na Związek Radziecki w 1941 roku kościół wykorzystywany był jako garaż. W 1941 roku niemiecka administracja okupacyjna zwróciła go wiernym. W czerwcu 1944 r. proboszczem został Białorusin ks. Wiktor Szutowicz. Posługiwał także w kościele św. Szymona i św. Heleny. 26 stycznia 1945 r. został aresztowany przez NKWD i skazany na 10 lat więzienia. Zesłano go do łagru w republice Komi, gdzie przebywał do 20 marca 1955 r.
W 1947 roku władze sowieckie ponownie zamknęły kościół. W 1951 roku dokonano przebudowy, rozbierając wieże i zmieniając wygląd fasady – budynek przekształcono w siedzibę towarzystwa sportowego "Spartak", co nie przeszkodziło władzom wpisać go na listę dziedzictwa narodowego Białoruskiej SRR.
Na początku lat dziewięćdziesiątych XX wieku na drugim piętrze budynku znów odbywały się nabożeństwa katolickie aż do całkowitego przekazania świątyni katolikom 15 grudnia 1993 roku zgodnie z decyzją Rady Ministrów Republiki Białorusi. 5 lutego 1994 r. wstępnie poświęcono świątynie, a na jej frontonie umieszczono czterometrowy krzyż. Rozpoczęły się wówczas prace restauracyjne, w trakcie których przywrócono pierwotny wygląd fasady, usunięto podziały wewnętrzne i odbudowano dwie wysokie wieże.
28 września 1996 w katedrze odbyła się inauguracja synodu archidiecezji mińsko-mohylewskiej i diecezji pińskiej.
21 października 1997 roku legat papieża Jana Pawła II, kardynał Kazimierz Szoka uroczyście dokonał ponownego poświęcenia katedry.

## Uposażenie

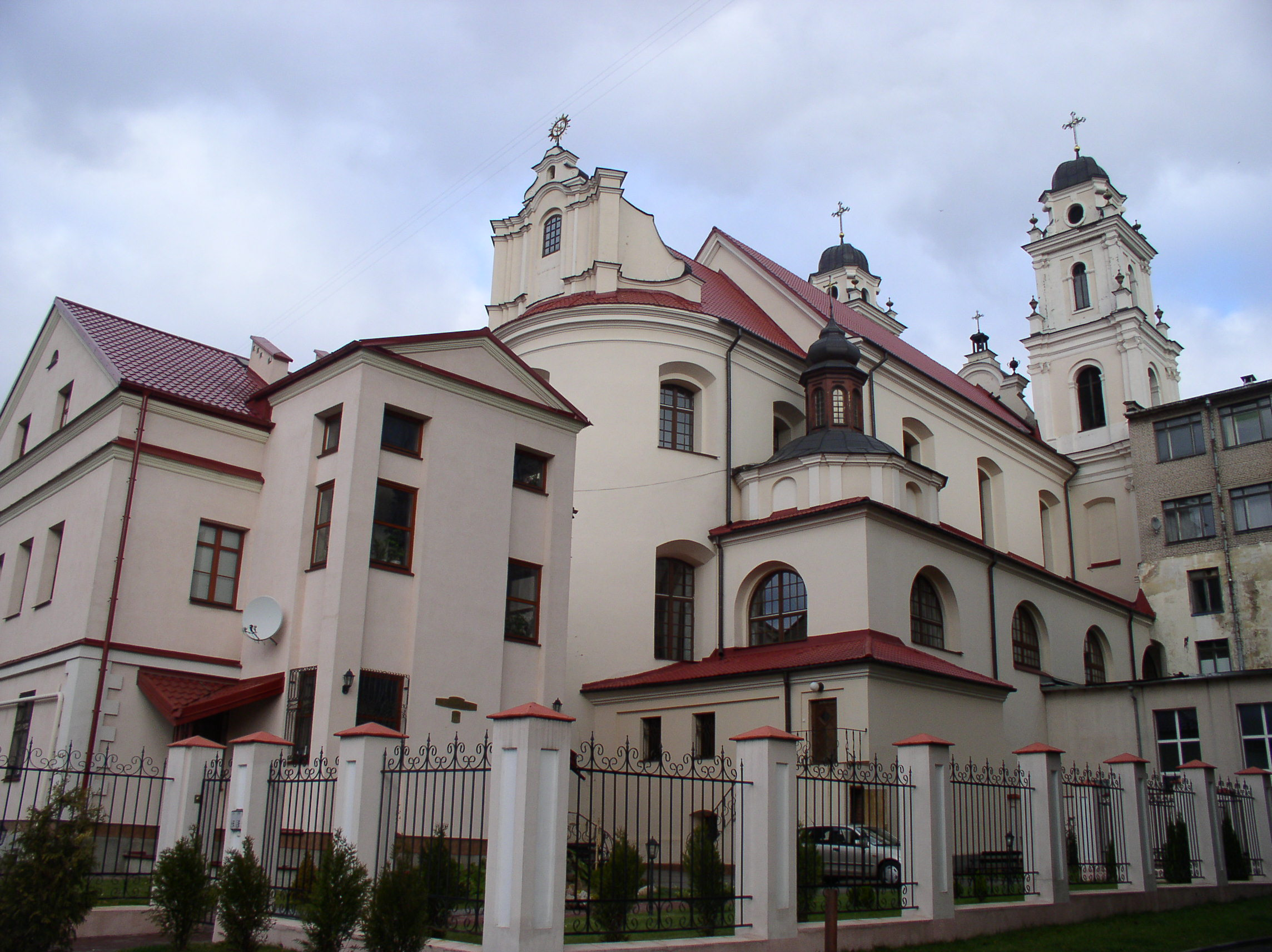
Budynek parafialny przylegający do świątyni od strony zachodniej

28 kwietnia 1798 roku Paweł I podpisał ukaz, na mocy którego erygował diecezję mińską. Na podstawie dokumentu biskup miński otrzymał uposażenie 6000 rubli rocznie z sum, wyznaczonych przez skarb państwa na utrzymanie w Imperium Rosyjskim duchownych innych, niż prawosławne, wyznań.
W latach 1841–1842 w Rosji nastąpiła sekularyzacja majątków kościelnych. Ukaz z 25 września 1841 roku orzekał, że wszelki majątek nieruchomy, należący do duchowieństwa w zachodnich prowincjach Rosji winien pójść w administrację dóbr państwowych. Diecezje, konsystorze podzielono na klasy, klasztory zaś na rzeczywiste (etatowe) i nadliczbowe. 1 stycznia 1842 roku zostało wydane Nowe rozporządzenie dotyczące diecezji rzymsko-katolickich w Cesarstwie Rosyjskim. Sumami otrzymanymi z konfiskaty dóbr kościelnych miało zarządzać rzymskokatolickie Kolegium w Petersburgu, które za pozwoleniem ministra spraw wewnętrznych wypłacało pensje duchowieństwu. Parafia przy katedrze mińskiej została przypisana do klasy I, a jej proboszczowi przyznano roczną pensję w wysokości 600 rubli srebrnych.

## Proboszczowie parafii
| imię i nazwisko         | daty urzędowania |
| ----------------------- | ---------------- |
| Ks. Zygmunt Łoziński    | 1905             |
| Ks. Wiktor Szutowicz    | 1944–1945        |
| Ks. Jan Szutkiewicz     | 1994 – 1997      |
| Ks. Antoni Klimantowicz |                  |

## Obecnie
W parafii istnieją ruchy świeckich Domowy Kościół i Legion Maryi, młodzieżowy chór "Gloria", organizowane są spotkania młodzieży parafialnej. Niedzielna Msza Święta jest transmitowana w kanale 1 białoruskiego radia. 
W katedrze odbywają się Msze Święte w języku polskim codziennie o godz. 8.00 oraz w niedziele i święta o godz. 11.30.